# Hippokoón
Hippokoón a görög mitológia szerint egy spártai királyfi volt. Apja Periérész, spártai király, anyja Batei nimfa.
Hogy Spárta feletti uralmát megszerezze, a jogos örökösként szóba jöhető féltestvéreit, Tündareószt és Ikarioszt elűzte, akik Akarnaniában találtak menedéket.
Tündareósz Héraklésztől kért segítséget, aki visszaszerezte neki Spárta trónját, Hippokoónt pedig fiaival együtt megölte.